# Campoplex gracillimus
Campoplex gracillimus är en stekelart som beskrevs av Dalla Torre 1901. Campoplex gracillimus ingår i släktet Campoplex och familjen brokparasitsteklar. Inga underarter finns listade.